# 小行星22063
小行星22063（22063 Dansealey）是一颗绕太阳运转的小行星，为主小行星带小行星。该小行星于2000年1月5日发现。

## 轨道参数
小行星22063的轨道半长轴为2.3046635 UA，离心率为0.086。